# Macropoliana
Macropoliana é um gênero de mariposa pertencente à família Bombycidae.